# Ucraina după Revoluția Rusă
Teritoriul ucrainean a fost disputat de diferite facțiuni după izbucnirea Revoluției Ruse din 1917 și după încheierea Primului Război Mondial, care a dus la prăbușirea atât a Imperiului Austro-Ungar cât și a Imperiului Rus. Dezintegrarea acestor imperii a avut un efect uriaș asupra mișcării naționaliste ucrainen, într-o perioadă scurtă de timp apărând o serie de guverne care și-au disputat controlul asupra teritoriului național. Această perioadă a fost caracterizată prin optimism și dorința de construcție națională, dar și prin haos și război civil. Pacea s-a instaurat în 1921, odată cu împărțirea teritoriului Ucrainei de azi între RSS Ucraineană (parte a Uniunii Sovietice) și A doua Republică Poloneză. Teritorii mai puțin întinse ale Ucrainei contemporane au intrat în perioada 1918 – 1921 în componența Cehoslovaciei și Regatului României.

## Deșteptarea conștiinței naționale
După Revoluția din Octombrie 1917, care a izbucnit în timpul desfășurării Primului Război Mondial, teritoriile care aparținuseră până atunci Imperiului Rus, inclsiv Ucraina, s-au trezit în plin vacuum politic. Mai multe facțiuni ucrainene și o serie de puteri străine s-au luptat pentru controlul asupra teritoriului ucrainean în timpul Războiului Civil Rus. După disoluția Imperiului Austro-Ungar, teritoriile locuite majoritar de ucraineni Galiția, Transcarpatia și Bucovina au fost plasate în mijlocul luptelor pentru putere.
Ucrainenii din regiunile vestice și ale cursului Niprului și-au proclamat independența în cadrul statelor Republica Populară Ucraineană (Ukrayins'ka Narodna Respublika, UNR) și Republica Populară a Ucrainei Occidentale (Zakhidno-Ukrayins’ka Narodna Respublyka, ZUNR). Pentru controlul asupra diferitelor teritorii ucrainene au luptat forțele republicilor ucrainene, Mișcarea Albă, bolșevicii ucraineni și ruși, Polonia, Germania și Regatul României.
Armata Partizanilor mahnovistă a preluat controlul unor arii întinse creînd „Teritoriul liber – o entitate ne-statală „anarhistă”. Numeroase formațiuni paramilitare lipsite de orice ideologie au luptat de partea diferitelor facțiuni, schimbând uneori tabăra. Au fost formate și refăcute numeroase alianțe efemere.
În ciuda luptelor, în această perioadă a avut loc renașterea publicațiilor de limbă ucraineană. Publicațiile ucrainene au văzut lumina tiparului cu greutate în Austro-Ungaria și au fost practic interzise în Imperiul Rus. Hetmenatul, instalat de germani după răsturnarea guvernului Republicii Populare Ucrainene, a dus o politică de susținere a culturii și învățământului ucrainene. Spre deosebire de acesta, bolșevismul nu punea accent pe identitatea națională, dar o facțiunea a bolșevicilor ucraineni numiți „grupul Kiev” a acționat la rândul ei pentru ucrainizare.

## Alianțe și lupte interne

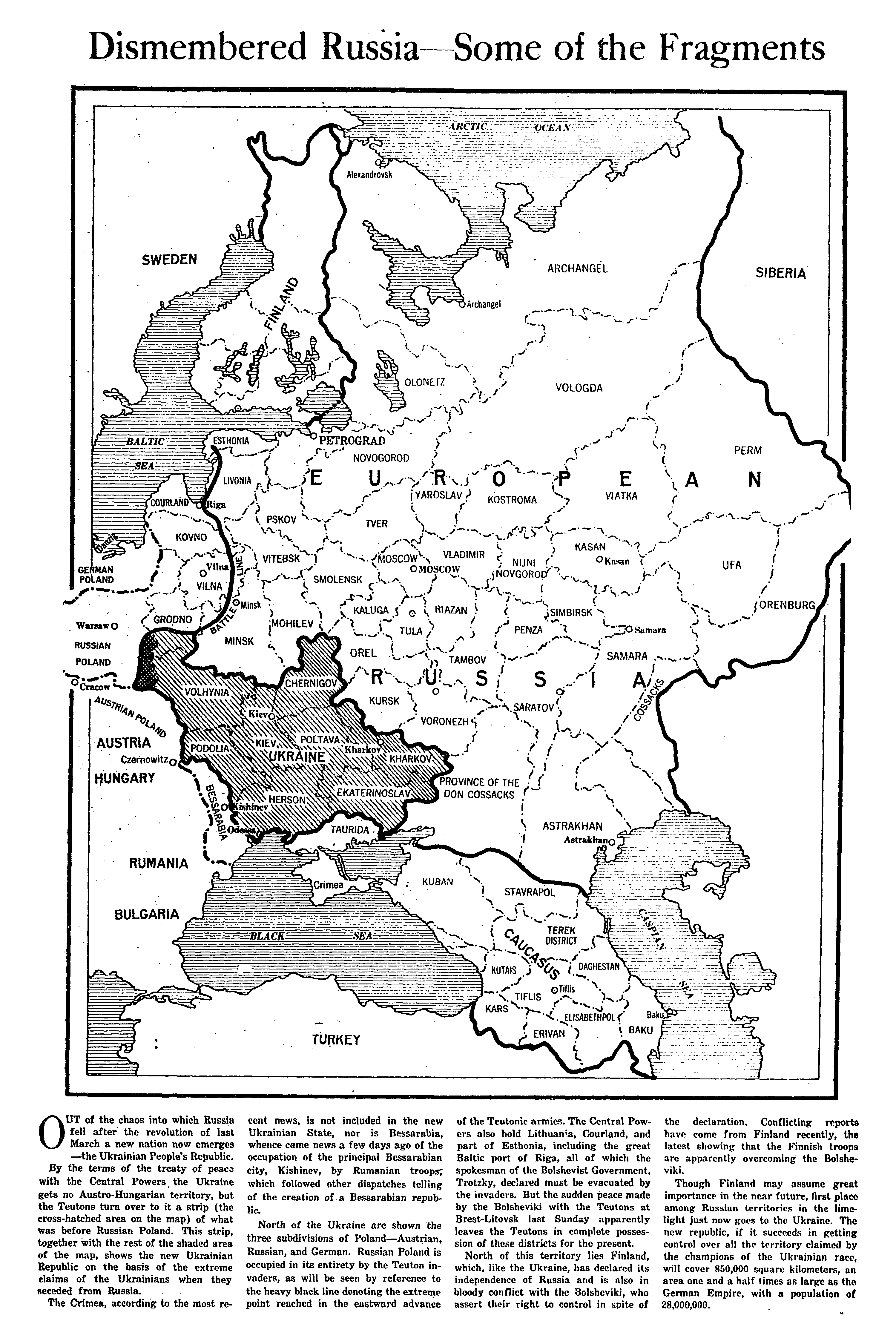
Articol din „The New York Times”, februarie 1918, care prezintă harta teritoriilor fostului Imperiu Rus revendicate de Republica Populară Ucraineană, mai înainte de unirea cu teritoriile fostului Imperiu Austro-Ungar devenite parte a Republicii Populare a Ucrainei Occidentale

După abdicarea împăratului Nicolae al II-lea, liderii comunității ucrainene au reușit în sfârșit să organizeze Rada Centrală în Kiev. Președintele primei Rade a fost Mihailo Grușevski. Deputații ucraineni au dorit să obțină aprobarea Guvernului Provizoriu de la Petrograd pentru formarea unui guvern regional. Membrii Radei Centrale aparțineau unui spectru politic larg: socialiști-revoluționari, social-democrați ucraineni sau ruși, naționaliști polonezi sau evrei, reprezentanți ai armatei și țărănimii și ai minorităților. Elementele demobilizate ale fostei armate imperiale care mai erau încă pe teritoriul Ucrainei și-au exprimat în scurtă vreme sprijinul pentru noul organ al puterii regionale. Pe 23 iunie 1917, Rada Centrală a emis Prima „Proclamație Universală”, prin care era proclamată autonomia Ucrainei în cadrul unei Rusii federalizate. Această hotărâre a fost întâmpinată cu entuziasm de Congresul Țăranilor Ucraineni din 28 iunie.
La scurtă vreme după lovitura de stat bolșevică de la Petrograd și după un enveniment similar la Kiev, Rada Centrală a emis a treia Proclamație Universală, proclamând înființarea Republicii Populare Ucrainene și condamnând lovitura de forță bolșevică de la Petrograd, pe care o considera ilegală. După dizolvare guvernului legal de la Petrograd, Rada Centrală nu a avut altă alegere decât să-și proclame autonomia, sub conducerea unui guvern regional, așa cum fusese aprobat mai înainte de Guvernul Provizoriu Rus. Noul stat ucrainean a refuzat să recunoască legitimitatea guvernului sovietic, ceea ce a dus la apariția unor puternice tensiuni între Rada Centrală și puterea bolșevică. Guvernul bolșevic dorea o uniune a tuturor regiunilor care aparținuseră Imperiului Rus. Facțiunea bolșevică ucraineană a organizat un Soviet pan-Ucrainean al Muncitorilor, Soldaților și Țăranilor în Kiev în decembrie, cerând Radei Centrale recunoașterea Sovnarkomului. Cum bolșevicii ucraineni nu reprezentau decât aproximativ 5% din numărul celor aproximativ 2.500 de delegați la Congres, aproximativ 100 de comuniști și sprijinitori au părăsit acest soviet și s-au alăturat congresului deputaților locali în Harkov, adunare pe care au rebotezat-o „Sovietul pan-Ucrainean al muncitorilor, soldaților și țăranilor”. Ei au proclamat înființarea Ucrainei Sovietice (Respublika Rad Ukrainî) pe 25 decembrie 1917 și au pretins că guvernul Republicii Populare Ucrainene este ilegal.
Republica Populară Ucraineană a pierdut temporar controlul asupra Kievului, dar a reușit să-l recucerească și să păstreze controlul asupra celei mai mari părți a Ucrainei, în vreme ce bolșevicii au fost forțați să-și mute cartierul general în Taganrog, pe malul Mării Azov. La un moment dat, guvernul sovietic al Ucrainei a fost dizolvat la inițiativa lui I. V. Stalin, doar pentru a fi reînființat la sfârșitul anului 1918 la inițiativa liderilor de la Moscova. După răsturnarea guvernului Hetmenatului, forțele bolșevice și-au reluat atacurile, pretinzând că acționează la ordinul singurului guvern legal, cel ucrainean sovietic. Liderii ucraineni au trimis note de protest la Sovnarkom. Guvernul bolșevic rus a ignorat pentru început aceste proteste, iar mai apoi a declarat că nu are niciun amestec în războiul civil din Ucraina. Guvernul ucrainean a fost forțat să declare război bolșevicilor pe 16 ianuarie 1919. Bolșevicii s-au aliat cu anarhiștii și au reușit în cele din urmă să forțele ucrainene, silite să lupte pe mai multe fronturi.
Pe 19 octombrie 1918, a fost proclamată la Lviv Republica Populară a Ucrainei Apusene (ZUNR) și, printru-un act oficial și simbolic s-a unit cu Republica Populară Ucraineană (UNR). Prin acest act, ucrainenii sperau să-și întărească forțele și să capete sprijin în războiul cu Polonia. Delegația UNR trimisă la Paris nu a reușit să obțină recunoașterea din partea puterilor europene care negociau Tratatul de la Versailles, care punea capăt din punct de vedere legal Primului Război Mondial. Forțele ucrainene au participat cu rezultate modeste și la războiul polono-sovietic din 1919 – 1921. Alianța semnată de ucraineni cu polonezii nu a putut să asigure existența statului ucrainean. După încheierea conflictului polono-sovietic și semnarea tratatului de pace de la Riga (1921), teritoriul ucrainean a fost împărțit între vecini: partea răsăriteană a devenit parte a Uniunii Sovietice sub numele de RSS Ucraineană, partea apuseană a fost incorporată în Polonia, Transcarpatia a devenit parte a Cehoslovaciei, iar Bucovina a Regatului României. Ucraina Sovietică s-a alăturat RSFS Ruse, RSS Belaruse și RSFS Trancaucaziene pentru formarea Uniunii Republicilor Sovietice Socialiste.

## Relațiile interetnice
Ucrainenii au fost conștienți de diversitatea etnică a statului lor și, pentru a nu întâmpina o opoziție puternică din partea minorităților etnice, au rezervat locuri în guvern și ministere reprezentanților rușilor, polonezilor și evreilor.
Rușii erau în general favorabili unei uniuni cu Rusia și nu s-au arătat prea dornici să participe la edificarea statului național ucrainean. Din punct de vedere polici, rușii s-au simțit mai apropiați de Pavlo Skoropadski și Hetmenat, dar au sprijinit înegală măsură și eforturile Armata Voluntarilor condusă de generalul Denikin pentru trecerea Ucrainei sub controlul Rusiei.
Polonezii ucraineni au avut o atitudine amestecată. În 1919 – 1921, un mare număr de polonezi au fugit în vest în timpul perioadei războiului și al haosului provocat de dominația sovietică.
În timpul Hetmenatului, evreii au fost excluși din viața politică și, deși erau primiți, cel puțin din punct de vedere oficial, cu brațele deschise de Directoratul Republicii Populare Ucrainene, majoritatea lor sufereau, în special în regiunile rurale, de pe urma războiului civil. Armata Voluntarilor, (membră a Mișcării Albe) a fost principala forță din spatelor pogromurilor. La pogromuri au participat și alte forțe precum Armata Verde, formațiunille paramilitare ale „haidamacilo” s-au chiar forțele Directoratului. Estimările istoricilor variază între 35.000 și 50.000 de evrei și-au pierdut viață în pogromuri între 1919-1920. Ca urmare, relațiile ucraineano-evreiești au fost puternic deteriorate în această perioadă.
În general, minoritatea germanilor a rămas rezervată față de puterea politică. De altfel, numeroși germani fuseseră deportați în Orientul Îndepărtat în timpul primului conflict mondial, iar bolșevicii îi suspectau pentru potențiale simpatii față de Germania. Un mare număr de sate germane, în special fermele menoniților, au fost distuse de anarhiști, iar locuitorii de origine germană au fost uciși sau au reșit să se refugieze în vest.
Tătarii din Crimeea, aflați în afara teritoriului controlat de guvernele ucrainene, și-au proclamat independența Bahcisaraiului în 1917. Ei au avut relații bune cu UNR, dar au trebuit să facă față opoziției rușilor și ucrainenilor din regiune, dar și bolșevicilor, care au și înlăturat de la putere guvernul tătar. În perioada 1918 – 1920, controlul asupra teritoriului Crimeii a fost deținut de germani, filoruși, bolșevici și „albii” lui Denikin și Vranghel, pentru ca la final, lupta pentru controlul regiunii să fie câștigată de sovietici. Tătarii au fost declarați contrarevoluționari, iar, în 1921, Crimeea a fost incorporată in RSFS Rusă.

## Puterea executivă ucraineană (1917–1920)
- Rada Centrală a Reblicii Populare Ucrainene, 17 martie 1917 – 29 aprilie 1918.
- Hetmanatul Statului Ucrainean: 29 aprilie 1918 – 14 decembrie 1918.
- Rada Republicii Popularea a Ucrainei Apusene, 18 octombrie 1918 – 22 ianuarie 1919 (independent de facto până în iulie 1919).
- Directoratul Republicii Populare Ucrainene: 14 noiembrie 1918 – 1920.

## State marionetă proruse
Pe teritoriul ucrainean au luat ființă o serie de state marionetă, care au avut ca scop trecerea Ucrainei sub controlul Rusiei. 
- Prima guvernare sovietică ucraineană: 25 decembrie 1917 – martie 1918.
- A doua guvernare sovietică ucraineană: 20 noiembrie 1918 – august 1919.
- Sovietul revoluționar pan-ucrainean: aprilie 1919 – iulie 1919.
- Revkom Galițian: 8 iulie 1920 – 21 septembrie 1920.
- A treia guvernare sovietică: 21 decembrie 1919 – 1991.

## Hărți

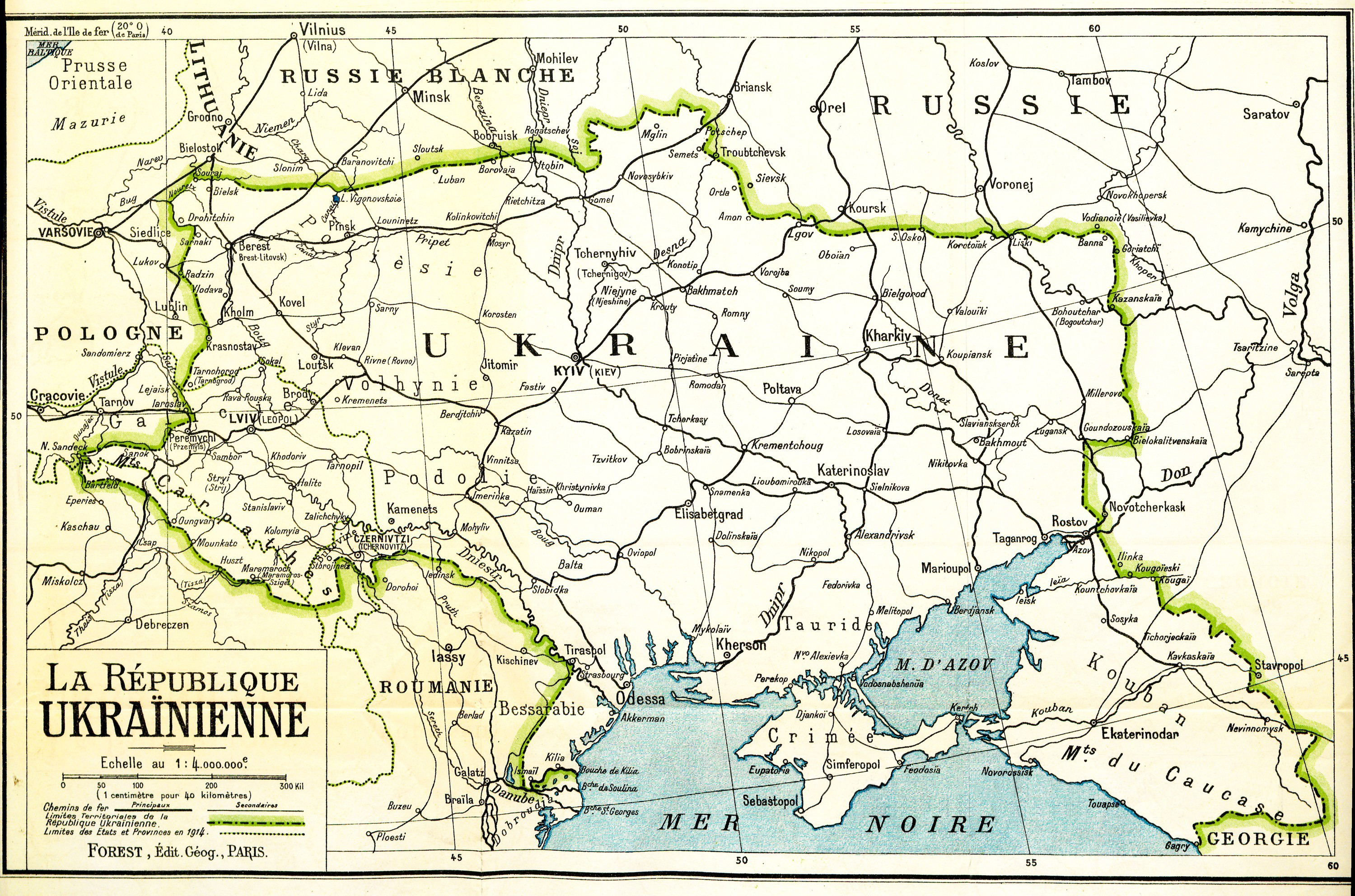